# Ena Kadic
Enisa Kadic (Bihać, Bosnia y Herzegovina, 6 de octubre de 1989 - Innsbruck, Tirol, 19 de octubre de 2015), conocida como Ena Kadic, fue una modelo bosnia-austríaca. 
Con 23 años fue coronada Miss Austria en 2013, y participó en Miss Mundo 2013.
Practicaba montañismo en la Montaña Bergisel, sufrió un accidente y fue encontrada por dos estudiantes, es trasladada en helicóptero a un hospital en Innsbruck donde estuvo hospitalizada 5 días.
Falleció el 19 de octubre del 2015 a los 26 años.